# Мала Антонівка
Мала́ Анто́нівка (колишня назва Рейментарщина, Антонівка)) — село в Узинській міській громаді Білоцерківського району Київської області, до 2017 року центр сільської ради.
Існують твердження, що засноване в 1812 році, хоча уродженцем села є архімандрит Іринарх (Базилевич), який 1742 року закінчив навчання в Києво-Могилянській академії. У селі існувала дерев'яна Воздвиженська церква побудови 1858 року.
Населення — близько 610 жителів.
Метричні книги, клірові відомості, сповідні розписи церкви Воздвиження Чесного Хреста Господнього с. Рейментарщина Блощинської волості Васильківського пов. Київської губ. зберігаються в ЦДІАК України http://cdiak.archives.gov.ua/baza_geog_pok/church/reym_002.xml [Архівовано 8 січня 2019 у Wayback Machine.]

## Постаті
- Базилевич Іван (Іринарх) — викладач, проповідник, ректор Крутицької семінарії, архімандрит.
- Козак Володимир Миколайович (1968—2015) — старший солдат Збройних сил України, учасник російсько-української війни.
- Криволапов Михайло Олександрович (1936) — вчений-мистецтвознавець, педагог. Дійсний член (академік) Національної академії мистецтв України, доктор мистецтвознавства, професор. Заслужений діяч мистецтв України, заслужений діяч культури Польщі.

## Джерело
- Облікова картка на сайті ВРУ [Архівовано 20 липня 2018 у Wayback Machine.]
- Мала Антонівка, Білоцерківський район, Київська область. електронна копія томного видання «Історія міст і сіл Української РСР». Процитовано 17.07.2018.